# Ghegadenkmal

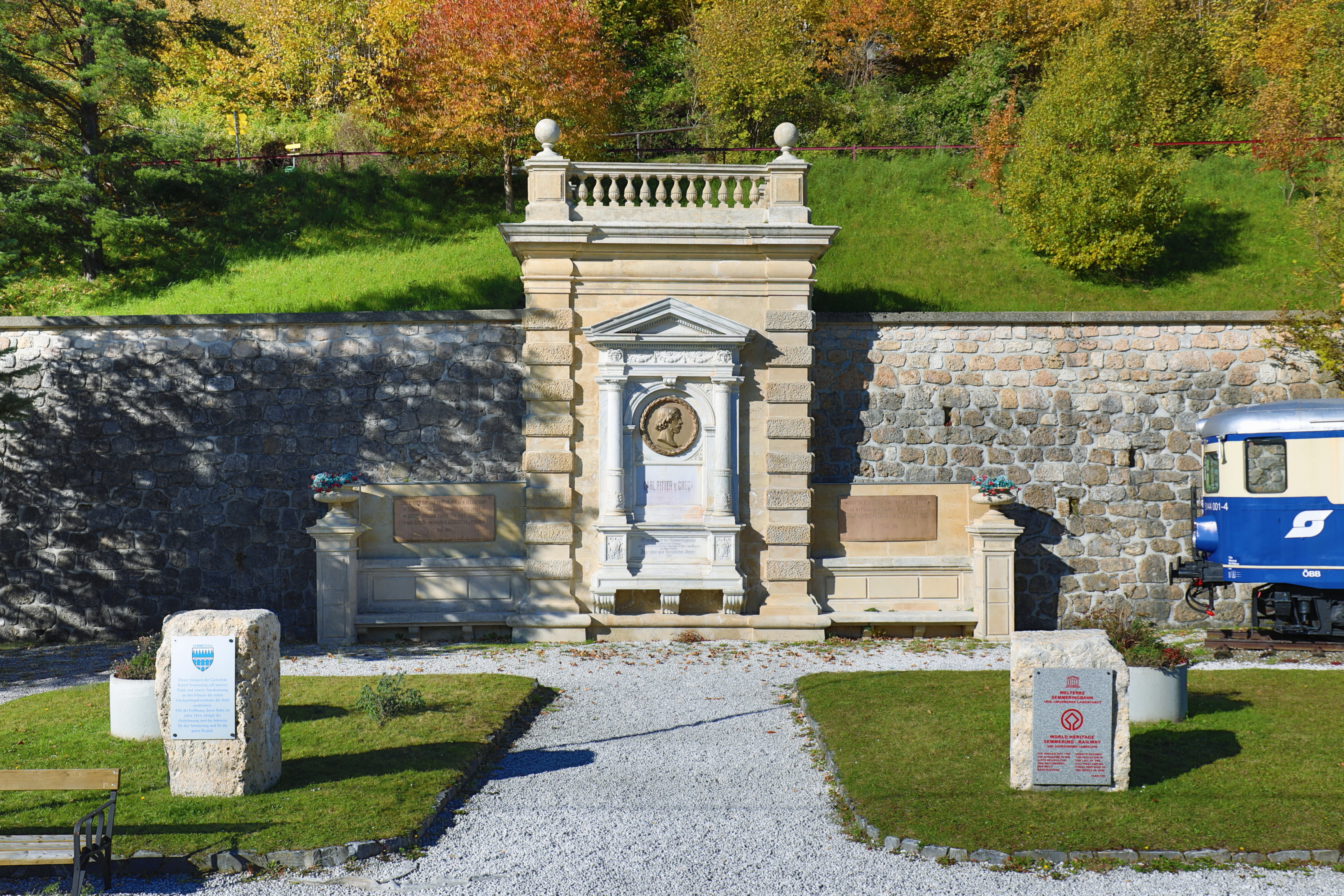
Ghegadenkmal am Bahnhof Semmering

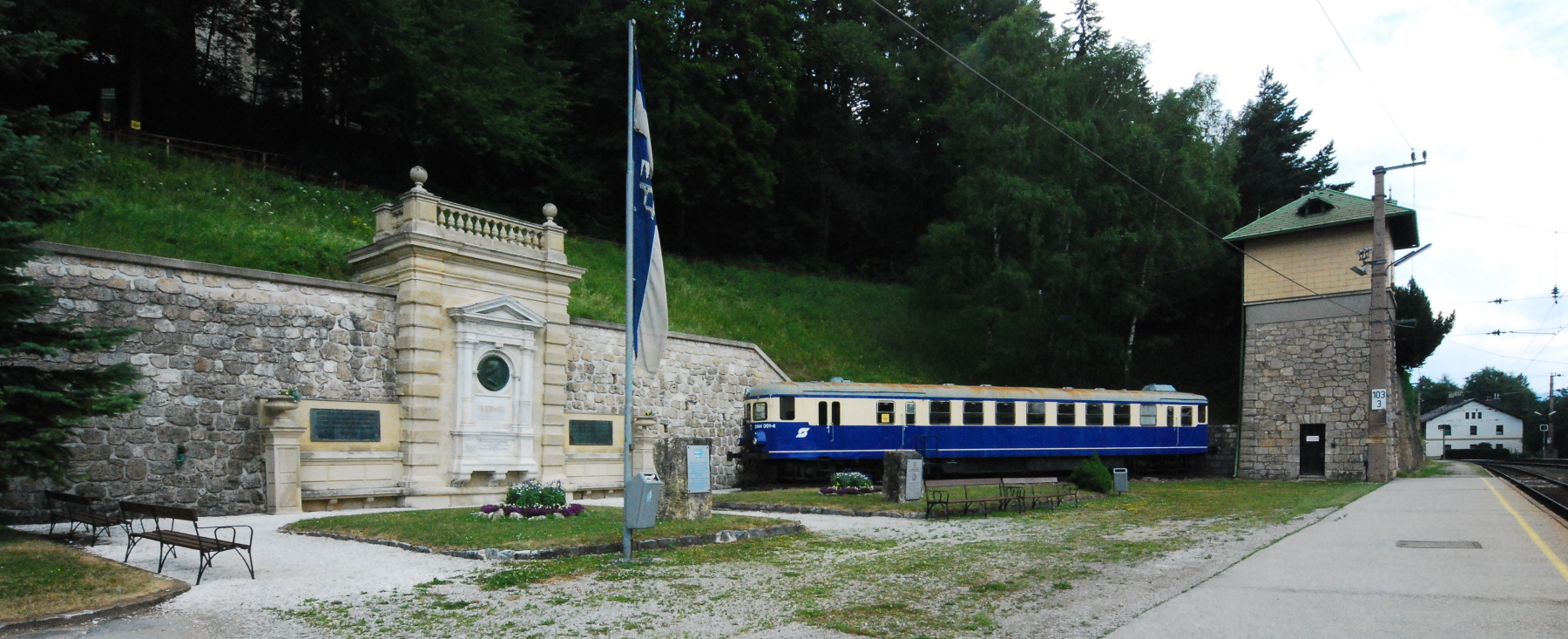
Ghegadenkmal am Bahnhof Semmering

Das Ghegadenkmal am Gelände des Bahnhofs Semmering in Niederösterreich wurde zu Ehren des Ingenieurs Carl Ritter von Ghega errichtet.

## Geschichte
Am 3. April 1869 wandte sich Hofrat Wagner von Wagensburg in seiner Funktion als Chef der Generalinspektion für Eisenbahnen an den Österreichischen Ingenieur- und Architekten-Verein (ÖIAV) mit dem Vorschlag, auf dem Semmering das erste Denkmal für Carl Ritter von Ghega zu errichten. Anlass für diese Bitte war eine Tagung des Vereins deutscher Eisenbahnverwaltungen in Wien, auf deren Programm auch eine Besichtigung der Semmeringbahn stand.
An der zur Finanzierung des Projektes eingeleiteten Spendensammlung beteiligten sich unter anderem auch 14 Eisenbahngesellschaften.
Der Entwurf des Denkmals stammte von den Wiener Architekten Heinrich von Ferstel und Rudolf Bayer, mit der Bauausführung wurde der schon am Bahnbau beteiligte Bauunternehmer Carl Schwarz beauftragt. Nach einer Veröffentlichung in der Zeitschrift des ÖIAV von 1870 hat Ferstel jedoch lediglich dem Komitee angehört, das für die Dekoration des Festplatzes zur Einweihung zuständig war.
Enthüllt wurde das Ghegadenkmal am 22. Juli 1870. Anlässlich der Feierlichkeiten zum 150-jährigen Jubiläum der Semmeringbahn (2004) wurde das Denkmal einer Generalsanierung unterzogen.

## Gestaltung
Mittelpunkt des mit Neorenaissance-Formen gestalteten Ghegadenkmals ist ein vom Bildhauer Franz Pönninger geschaffenes, überlebensgroße Porträt-Medaillon aus Bronze. Eingefügt wurde das Medaillon in eine weiße Marmortafel, die von einem dorischen Säulenpaar eingerahmt wird, das ein Giebelgebälk trägt und auf diese Art eine Ädikula bildet, die auf einer Steinbank aufsitzt. Den Hintergrund der Ädikula bildet ein aus Quadersteinen errichteter, oben mit einer Brüstung abgeschlossener und mit Lisenen flankierter Vorbau gegenüber der Futtermauer.

## Ghegastiftung
Der verbliebene Rest der Spendengelder für die Baukosten des Ghega-Denkmals wurde in die eigens gegründete Ghegastiftung eingebracht. Zugutekommen sollte diese Stiftung bedürftigen Studenten der Technischen Hochschule Wien.